# Рустамов, Кямран Энвер оглы
https://dzen.ru/profile/editor/id/5f47313694c86652b080ee19/publications?state=published
Кямран Энвер Рустамов (азерб. Rüstəmov Kamran Ənvər oğlu; род. 23 июня 1948, Баку, Азербайджанская ССР) — азербайджанский учёный, государственный и общественный деятель. Заслуженный деятель науки Азербайджана.

## Биография
Родился 23 июня 1948 года в Баку. Окончил институт с отличием. Защитил кандидатскую и докторскую диссертации.
Доктор технических наук.
Получил учёные звания доцента и профессора.
Прошёл научную стажировку в Великобритании (1977—1978).
К. Э. Рустамов за короткое время прошёл путь от ассистента до заведующего кафедрой.
В 1998 году  К. Э. Рустамов был избран иностранным членом Российской академии архитектуры и строительных наук.
Впервые К. Э. Рустамовым разработаны и внедрены университетско-производственные технологии подготовки инженеров, специалистов высшей квалификации.
Научно-педагогическую работу К. Э. Рустамов сочетал с деятельностью на производстве («Газпром», Минмонтажспецстрой, главное газовое хозяйство республики, объединение «Каспморнефть»).
В 1991—1992 г. К. Э. Рустамов являлся государственным советником Азербайджана.
В 1990-е годы работал руководителем ряда компаний в Турции, на Ближнем Востоке. В 2000-е годы работал в генеральным представителем АК «Сибур» в Турции, Ираке, генеральным директором ООО «МИР», являлся Председателем Совета директоров ЗАО «Искра-Энергетика».
Является членом Координационного Совета Конфедерации азербайджанских диаспорских организаций России.
К.Э. Рустамов является публицистом на темы истории азербайджанского государства, истории азербайджанской государственности, культуры, традиций и обычаев азербайджанского народа.
Член Союза журналистов Азербайджана, Союза журналистов Российской Федерации.

## Научные достижения
К. Э. Рустамов является автором фундаментальных разработок в различных областях науки и техники, в том числе в области эксплуатации и разработки нефтяных и газовых месторождений, буровой гидравлики, механики неньютоновских систем.
К. Э. Рустамовым впервые были разработаны газодинамическая теория режимов работы трубопроводных систем в нештатных условиях, а также на основе теоретических и экспериментальных исследований классификационные модели двухфазных потоков в трубах и методы их расчета.
Впервые К. Э. Рустамовым разработаны математические основы строительной климатологии, которые позволили создать способы унификации строительных конструкций и систем обеспечения микроклимата, а также предложена обобщенная теория тепломассообменных процессов в строительных конструкциях.
К. Э. Рустамовым разработаны математические модели оценки технико-экономических параметров теплогенерирующих систем, а также на основе теории обратных задач предложены расчетные схемы оценки чувствительности параметров инвестиционных проектов.
К. Э. Рустамов является автором более 300 научных работ монографий, учебников, статей.

## Общественная деятельность
К.Э Рустамовым был открыт канал в Yandex Дзен 27 августа 2020 года в этом интернет-сервисе. С момента открытия канала по сегодняшний день опубликовано более 7 000 статей, видеоматериалов. За это время более 10 млн человек прочитали выставленные материалы. Более 80 миллионов раз эти материалы выставлялись общественных сетях, почти 500  тысяч комментариев.
Канал имеет более 16тысяч подписчиков. В среднем ежедневная аудитория составляет более 20 – 30 тыс. человек. Максимальное количество в день достигает 45-50 тыс человек.
На страницах сайтов (газет) "Новое время" (Азербайджана), kafkaznews.com/ru (Германия)  и др. опубликовано более 2 000 статей.
Является научным руководителем Центра моделирования политических коммуникаций.
Работы К. Э Рустамова можно читать на следующих платформах:
https://t.me/KamranRustam
https://teletype.in/@kamranrustam
https://www.hashtap.com/@kyamran.rustamov
https://kamranrustam.blogspot.com/
https://dzen.ru/profile/editor/id/5f47313694c86652b080ee19/publications?state=published
https://vk.com/kamranrust
https://stihi.ru/avtor/krustrambler
Награжден орденом «Дружба народов» (1986), медалью Азербайджанской республики "За заслуги в диаспорской деятельности" (2020)

## Семья
- Отец, Рустамов Энвер Мисир оглу, родился в г. Шуша в семье зажиточного торговца, ученый, основоположник штанговой насосной добычи нефти в СССР, заслуженный инженер, почетный изобретатель и нефтяник СССР, участник Великой Отечественной войны, награжден многими орденами и медалями[4].
- Мать, Рустамова Клара Кямран гызы, была врачом — кардиологом, родилась в Баку в семье одного из основателей в Азербайджане социал-демократических партий Кямрана Агазаде, который участвовал в формировании органов власти в Карабахе в 1919 году, являлся членом исполкома Коминтерна, владел несколькими иностранными языками.